# Pomatocheles jeffreysii
Pomatocheles jeffreysii is een tienpotigensoort uit de familie van de Pylochelidae. De wetenschappelijke naam van de soort is voor het eerst geldig gepubliceerd in 1879 door Miers.